# Banua Sibohou
Banua Sibohou is een bestuurslaag in het regentschap Nias Utara van de provincie Noord-Sumatra, Indonesië. Banua Sibohou telt 860 inwoners (volkstelling 2010).